# Giovanni Girgenti
Giovanni Girgenti (Marsala, 18 dicembre 1942 – Marsala, 9 gennaio 2018) è stato un pugile italiano.
Campione olimpico a Tokyo nel 1964, ha combattuto 22 volte per il titolo italiano dei pesi piuma e superpiuma.

## Biografia

### Carriera dilettantistica
Si mise in luce vincendo il titolo italiano dei pesi piuma a Modena nel 1962 e a Roma nel 1964. Nel 1963 conquista la medaglia d'argento ai Campionati europei di Mosca 1963 sconfitto soltanto dall'idolo di casa Stanislav Stepashkin. Nello stesso anno, a Napoli, conquista la medaglia d'oro Giochi del Mediterraneo. E' designato a rappresentare l'Italia alle Olimpiadi di Tokyo 1964 dove perde ai punti di stretta misura al primo turno.

### Carriera da professionista
Girgenti esordisce nei professionisti nel 1965 battendo per abbandono alla seconda ripresa Emilio Privato. Il 9 dicembre 1966, a Melbourne, pareggia in dieci riprese con futuro campione del mondo, il franco-australiano Johnny Famechon, con verdetto controverso. Ottiene la chance della rivincita, il 20 febbraio 1967, sempre a Melbourne, ma perde nuovamente ai punti.
Di ritorno dall'Australia batte ai punti a Bologna Renato Galli. È considerato quindi come favorito quando il 10 febbraio 1968 viene allestito un nuovo incontro tra Girgenti e Galli, per l'attribuzione del titolo italiano vacante dei pesi piuma. E' purtroppo sconfitto ai punti ma il traguardo è solo rimandato.
Girgenti conquista il titolo il 27 luglio 1969 battendo ai punti in 12 riprese il nuovo campione Nevio Carbi. Lo difende poi dall’assalto di Ambrogio Mariani, Ugo Poli, Umberto Simbola e Domenico Chiloiro, tutti sconfitti ai punti.
Nel frattempo Johnny Famechon ha conquistato il titolo mondiale WBC dei piuma. Girgenti lo incontra per la terza volta all'Hotel Hilton di Londra, senza titolo in palio, sulla distanza delle dieci riprese. Il neo campione del mondo la spunta nuovamente ai punti.
Nel 1970 Girgenti abbandona il titolo italiano per tentare la scalata a quello europeo. Il 5 dicembre 1970 viene scelto combattere a San Paolo del Brasile con il fuoriclasse brasiliano Éder Jofre, già campione del mondo dei pesi gallo e intenzionato a primeggiare anche nei piuma. Alla fine delle 10 riprese, il verdetto è favorevole di stretta misura all'idolo locale ma Girgenti raccoglie applausi e consensi come mai prima di allora. 
Il 14 agosto 1971 ad Alicante combatte per la cintura europea dei piuma indossata dal formidabile cubano naturalizzato spagnolo José Legrá Utría, già campione del mondo della categoria. Girgenti combatte con la consueta generosità, ma non è abbastanza per arginare lo spagnolo che lo mette KO al 9º round.
Rientrato in Italia, Girgenti riconquista il titolo italiano battendo Augusto Civardi per abbandono al nono round. Il 20 febbraio 1972 respinge ai punti, a Palermo,  l’assalto di Renato Galli. Poi la sua carriera si incrocia con quella del napoletano Elio Cotena che il 12 maggio dello stesso anno a Torino, gli strappa il titolo italiano ai punti. Anche nella rivincita, allestita a Genova il 29 novembre 1972 il neo campione italiano prevale ai punti.
Girgenti sale allora di categoria e, il 27 novembre 1973, conquista il titolo italiano dei pesi superpiuma, battendo ai punti a Marsala Mario Redi. L'8 ottobre 1974, a Oslo, Girgenti fallisce nuovamente il tentativo di conquistare la corona europea in base a un verdetto casalingo ai punti contro il norvegese Svein Erik Paulsen.
Difende comunque il titolo italiano sette volte prima di lasciarlo per Kot al settimo round nei guantoni di Giuseppe Mura, contro il quale aveva già messo in palio cintura, prevalendo per KO.
Il 14 novembre 1976 a Magliano Sabino Girgenti tenta di riconquistare il titolo italiano dei superpiuma, ma è sconfitto dal nuovo detentore Salvatore Liscapade. È il suo ultimo incontro.

### Caratteristiche tecniche
Boxeur farmacista "tutto cervello", la boxe di Girgenti era fondamentalmente attendista. Calcolatore, rapido di braccia e veloce di gambe quando lanciava un colpo raramente non arrivava a segno.